# Zero in condotta (film 1983)
Zero in condotta è un film del 1983 diretto da Giuliano Carnimeo.

## Trama
La storia è ambientata nella Roma degli anni Sessanta. Tra gli allievi dell'ultimo anno di uno sgangherato liceo classico c'è Renato, giovane studente da sempre innamorato, ma non ricambiato, della compagna di classe Manuela. Insieme ai due inseparabili amici Gino "Mezzasega" e Riccardo "Dumbo", approfittando dell'assenza dei genitori, organizza in casa sua una festa con Manuela ed altre due compagne di classe, ma le cose non vanno come previso: Manuela si ubriaca e si addormenta, mentre le altre due ragazze se ne vanno infuriate non appena Gino mostra a una di loro un preservativo.
Sospeso dalla scuola per essersi introdotto nello spogliatoio femminile, Renato decide di partire per la Svezia pensando di trovare facili avventure sessuali. Sul treno incontra una signora diretta a Firenze, Milena, che gli confessa di essere in cerca di liaison con giovani ragazzi per vendicarsi del marito, che l'ha tradita con una diciottenne. Nel salutarlo la signora gli consegna un biglietto con il proprio numero di telefono e lo invita ad andarla a trovare. Renato accetta ma, dopo aver scoperto che la signora del treno è la moglie del professore di matematica, decide di rinunciare al rendez-vous e tornare a corteggiare Manuela.
La ragazza lo invita ad andare a vedere al cinema Divorzio all'italiana, ma prima della fine della proiezione esce dalla sala in lacrime e confessa a Renato di essere innamorata di uno studente universitario, Giancarlo, che però l'ha lasciata perché finora non ha voluto fare l'amore con lui. Manuela chiede a Renato di telefonare a Giancarlo per comunicargli che è finalmente pronta a fare il grande passo, ma proprio quando egli si accinge a farle questo favore "Dumbo" lo contatta implorando il suo aiuto: Cristina, una compagna di classe con cui ha avuto un flirt, lo ha falsamente accusato di averla messa incinta per costringerlo a sposarla.
Renato allora raggiunge Cristina in un parco pubblico per convincerla a rinunciare al suo proposito, ma la ragazza si dichiara innamorata di lui e gli chiede di fare l'amore: Renato ci prova ma, poiché soffre di eiaculazione precoce - problematica da cui deriva il suo soprannome "Speedy Gonzales" - non riesce nel suo intento; nel frattempo arriva un vigile che intende multarlo per atti osceni in luogo pubblico e Renato prova a scappare con l'automobile, ma perde il controllo della vettura e va a sbattere contro un albero.
Qualche giorno prima degli esami di maturità, Renato e Manuela escono insieme e si baciano, anche se la ragazza continua a decantare le lodi di Giancarlo. Durante l'esame di Stato, "Speedy Gonzales" viene promosso a sorpresa grazie all'inaspettato aiuto del professor Gelmetti che gli chiede di unici argomenti su cui si era dimostrato preparato durante il corso dell'anno scolastico (Tucidide e le Georgiche di Virgilio). Renato e Manuela, anche lei promossa, si mettono d'accordo per festeggiare insieme, ma il ragazzo deve prima affrontare l'ira di Gelmetti, a cui poco prima degli orali aveva fatto un brutto scherzo.
Prima dei titoli di coda, viene rivelato che fine hanno fatto i protagonisti del film vent'anni dopo: Riccardo è diventato un dirigente della RAI; Cristina, sposata e madre di cinque figli, è scappata nel 1977 con un bassista nero e da quel momento risulta irreperibile; Gino, faccendiere piduista, è latitante; Manuela è entrata nel Partito Radicale e convive con un omosessuale del Fuori!; Renato, seppur assenteista, è un funzionario del Ministero del Lavoro; Gelmetti, infine, è morto e riposa presso il cimitero del Verano.

## Colonna sonora
Fanno da sfondo alla pellicola le canzoni di quel periodo: quelle maggiormente ricorrenti durante il film sono Renato, il successo di Mina e La gatta, quest'ultima cantata da Gino Paoli. Inoltre, durante due scene d'amore che vedono protagonista "Speedy Gonzales" in sottofondo si sentono anche i brani Il cielo in una stanza e Quando, quest'ultimo scritto da Luigi Tenco ma cantato ancora da Paoli.

## Curiosità
Nei titoli di coda, il nome del protagonista viene inspiegabilmente indicato come "Guido" Petrocelli, anziché Renato.